# Euderces longicollis
Euderces longicollis är en skalbaggsart som först beskrevs av Linsley 1935.  Euderces longicollis ingår i släktet Euderces och familjen långhorningar. Inga underarter finns listade i Catalogue of Life.